# Mariannenbrücke

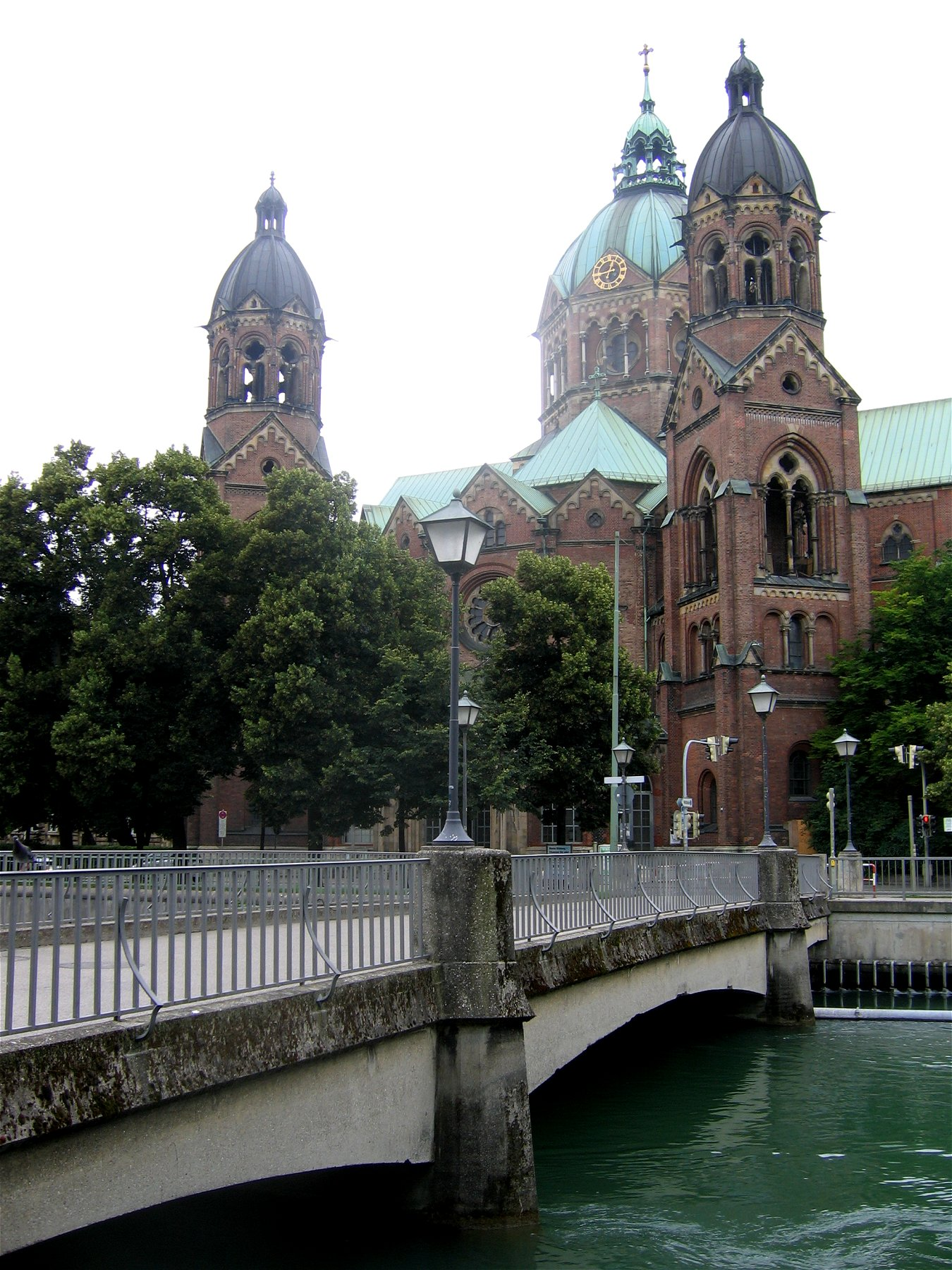
Puente Marianne (Mariannenbrücke)

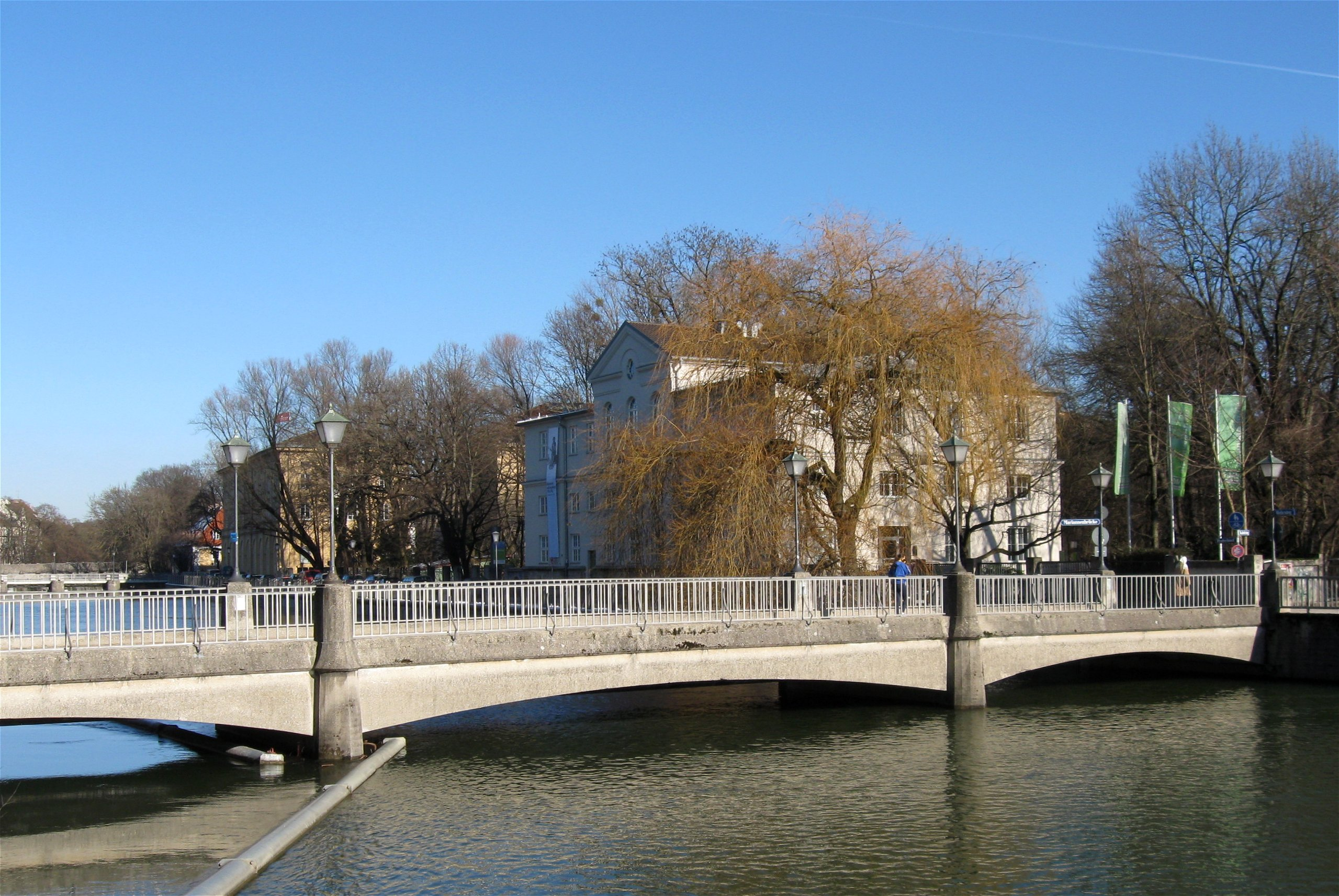
Vista desde el lado sur

El Mariannenbrücke (Puente Marianne) es un puente sobre el río Isar en Múnich . 

## Ubicación
El puente se encuentra en el distrito Lehel de Múnich, frente a San Lucas . Pasa sobre el Gran Isar, entre la rama canalizada izquierda del Isar y el sur de la Isla Prater.  La conexión directa sobre Kleine Isar es el puente de cable que conduce desde la isla hasta la costa este. 

## Historia
El Mariannenbrücke fue construido en 1888, era un puente de madera realizado por motivo de la Deutsch-National Kunstgewerbeausstellung.  Los edificios de la exposición estaban ubicados en Isarkai, en la isla Prater se construyó un restaurante y una cafetería, a los que se podía acceder fácilmente a través del nuevo puente desde el recinto de la feria. 
Para 1928, el viejo puente de madera era inestable, por lo que había un gran riesgo de colapso. En 1929, según los planes de Aquilin Altmann y August Blössner, se construyó un nuevo puente, se utilizaron vigas y de losas de concreto armado. 

## Descripción
Aunque el puente Mariannen es estructuralmente un puente de viga de varios tramos, se instalaron tres arcos planos para darle una apariencia más agradable. 
El puente tiene una longitud total de 38,30 metros y una anchura de 6 metros, los tramos de los tres campos individuales son respectivamente de 11,60 m, 11,60 m y 15,00 m. 
El puente fue diseñado originalmente como un puente para vehículos, pero hoy en día sirve como un puente peatonal y también se utiliza en el contexto del "Festival del Puente de Múnich Isar" y otros eventos culturales. 
El puente lleva el nombre de Maria Anna de Sajonia , la esposa del Elector bávaro Maximiliano III. Jose